# Lidija Szulewa
Lidija Santowa Szulewa, bułg. Лидия Сантова Шулева (ur. 23 grudnia 1956 w Welingradzie) – bułgarska inżynier, przedsiębiorca i polityk. W latach 2001–2003 minister pracy i polityki socjalnej, następnie do 2005 minister gospodarki, od 2001 do 2005 wicepremier. Deputowana do Zgromadzenia Narodowego 40. kadencji (2005–2009), w 2007 europosłanka.

## Życiorys

### Wykształcenie i kariera zawodowa
W 1979 została absolwentką Wyższego Instytutu Mechaniczone-Elektrotechnicznego (później przekształconego w Uniwersytet Techniczny w Sofii), na którym uzyskała magisterium z zakresu elektroniki. W 2000 ukończyła także sofijski Uniwersytet Gospodarki Narodowej i Światowej (uzyskała magisterium z finansów). Naukę kontynuowała m.in. w akademii zarządzania w Monachium.
W latach 80. pracowała (1979–1987) jako inżynier w zakładach maszynerii mechanicznej w rodzinnym Welingradzie. Po upadku komunizmu działał w sektorze prywatnej przedsiębiorczości w Bułgarii. Początkowo była menedżerem w spółce prawa handlowego (1989–1992), następnie założyła własną firmę, którą kierowała do 1996. W latach 1996–2001 pracowała jako dyrektor wykonawczy w Albena Holding.
W 1998 została wiceprezesem, a w 2000 prezesem bułgarskiego stowarzyszenia rynku kapitałowego, reprezentującego interesy bułgarskich pracodawców.

### Działalność polityczna
Po wygraniu wyborów parlamentarnych w 2001 przez Narodowy Ruch Symeona Drugiego otrzymała propozycję wejścia do rządu kierowanego przez Symeona Sakskoburggotskiego na stanowiska wicepremiera oraz ministra pracy i polityki socjalnej. Pełniła te funkcje do lipca 2003, kiedy po reorganizacji gabinetu została wicepremierem i ministrem gospodarki. W 2005 została deputowaną do Zgromadzenia Narodowego, mandat sprawowała do końca 40. kadencji w 2009.
Jednocześnie od 1 stycznia do 5 czerwca 2007 wchodziła w skład bułgarskiej delegacji do Parlamentu Europejskiego, pełniąc funkcję eurodeputowanej. Zasiadała w grupie Porozumienia Liberałów i Demokratów na rzecz Europy oraz Komisji Gospodarczej i Monetarnej.